# Sant’Angelo a Fasanella
Sant’Angelo a Fasanella ist eine italienische Gemeinde mit 489 Einwohnern (Stand 31. Dezember 2023) in der Provinz Salerno in der Region Kampanien. Der Ort liegt im Nationalpark Cilento und Vallo di Diano und ist Teil der Comunità Montana Alburni.

## Geografie
Der Ort liegt im südlichen Bereich der Berggruppe Monti Alburni. Die Nachbarorte von Sant’Angelo a Fasanella sind Bellosguardo, Corleto Monforte, Ottati, Petina und Roscigno.

## Demografie
Sant’Angelo a Fasanella zählt 340 Privathaushalte. Zwischen 1991 und 2001 fiel die Einwohnerzahl von 989 auf 818. Dies entspricht einer prozentualen Abnahme von 17,3 %.